# L'Île Fogo–Cap Freels
Circonscription électorale provinciale du Canada
L'Île Fogo–Cap Freels (en anglais : Fogo Island–Cape Freels) est une circonscription électorale provinciale de la Chambre d'assemblée de la province canadienne de Terre-Neuve-et-Labrador.

## Liste des députés
| L'Île Fogo–Cap Freels |                    |                           |             |             |
| Député                | Député             | Parti                     | Mandat      | Législature |
|                       | Derrick Bragg (en) | Libéral                   | 2015 - 2019 | 48e         |
|                       | Derrick Bragg (en) | Libéral                   | 2019 - 2021 | 49e         |
|                       | Derrick Bragg (en) | Libéral                   | 2021 - 2024 | 50e         |
|                       | Jim McKenna        | Progressiste-conservateur | 2024 -      | 50e         |